# Fèlix IV
Fèlix IV (Benevent, Samni, o Campània, ? - Roma, 22 de setembre de 530), sovint també anomenat Fèlix III, fou escollit papa de Roma el 12 de juliol de 526. Després de la mort de Joan I, Fèlix va ser triat Papa per Teodoric el Gran, que controlava la cúria romana. Aquesta aliança va reportar grans beneficis a l'Església. Aquest Papa va fer construir la  Basílica de Santi Cosma e Damiano de Roma.

## Influència gòtica
El 18 de maig de 526 el papa Joan I va morir a la presó de Ravenna, víctima de les sospites de Teodoric el Gran, el rei arrià dels gots. Quan, a causa de la influència d'aquest poderós monarca, cardenal prevere Fèlix del Samni, el fill d'un tal Castor, va ser presentat a Roma com a successor de Joan, el clergat i el laïcat es van inclinar davant el desig del rei got i el van elegir com a Papa. Va ser consagrat bisbe de Roma el 12 de juliol de 526, gairebé dos mesos després de la mort del seu predecessor. El 30 d'agost de 526, Teodoric va morir, i sent el seu nebot Atalaric menor, la regència va ser assumida per Amalasunta, filla de Teodoric i ben disposada cap als catòlics, amb la qual el Papa va mantenir bones relacions. Gràcies a aquesta relació positiva, la reina va donar a l'església dos edificis antics al Fòrum Romà: el Temple del Diví Ròmul, fill de Maxenci i la contigua Templum sacrae urbis, l'antic cadastre romà, que Félix va convertir en la Basílica de Santi Cosma e Damiano, que encara existeix. En el seu absis encara es pot observar el magnífic mosaic que el representa. Va ser la primera basílica a Roma, dedicada als sants d'Orient, i en això potser pot reconèixer la relació positiva que el papa era capaç de mantenir fins i tot amb la part favorable de l'imperi oriental; Gregorovius observa el fet que «probablement es tractava d'una cortesia diplomàtica amb l'emperador ortodox, amb el qual l'Església romana mantenia en aquell moment relacions d'amistat "»
Així mateix, com a resultat de les relacions felices amb la cort, un edicte reial, elaborat per Cassiodor d'acord amb el màxim respecte a l'autoritat papal, va confirmar l'antic costum que cada element dels càrrecs civils o criminals contra un membre del clergat hauria de sotmetre's al papa, o a un tribunal eclesiàstic designat per ell. Es va instituir una multa de deu lliures d'or a qualsevol que violés aquesta regla, els guanys de les quals serien distribuïts pel papa als pobres. El Gregorovius encara afegeix que: «... La concepció que el privilegi es pot considerar l'exempció prerequisit del clergat dels tribunals seculars i la base de la seva força política futura.»

## La política interna
La nova sentència, el clergat romà va enviar una queixa a la usurpació dels seus privilegis pel poder civil.
En una carta adreçada al bisbe d'Arle, Cesari, va aprovar la pràctica d'escodrinyar els laics que desitjaven ser ordenats sacerdots, així com estigmatitzà la pràctica dels sacerdots que tornaven a la vida laical.

## La qüestió semi-pelagiana
Fèlix també es va posicionar en l'anomenat conflicte semipelagià sorgit en la Gàl·lia meridional sobre la naturalesa de la gràcia divina. Va enviar als bisbes d'aquests llocs una sèrie de "capítols" sobre la gràcia i el lliure albir, elaborat sobre la base de la Sagrada Escriptura i textos sobre patrística. Els "Capitols" es van publicar com cànons al Segon Concili d'Orange (529). D'altra banda, Fèlix va donar el vistiplau a l'obra de Cesari d'Arle contra Faust de Riez sobre la gràcia i el lliure albir (De gratia et libero arbitrio).

## La successió papal
Greument malalt des del 530, Fèlix, preocupat per les dissensions polítiques dels romans, molts dels quals estaven inclinats vers els interessos de l'Imperi Romà d'Orient, mentre que altres recolzaven el rei got, volia portar a l'església de Roma a un nou període de pau, designant el seu successor. En presència del clergat i el Senat va donar el seu pal·li a l'ardiaca Bonifaci, va informar públicament de la seva elecció al poble i la cort de Ravenna i van amenaçar amb excomunicar qualsevol que causés malestar sobre la seva elecció. Si es curés miraculosament, Bonifaci hauria de tornar el pal·li. El Senat, per la seva banda, va prohibir disputa sobre el successor del Papa mentre ell encara era viu, sota pena de desterrament i confiscació de béns.
En aquesta decisió (que d'acord el dret canònic actual és inconstitucional i il·legítim), Fèlix es va aprofitar del que havia establert el Papa Símmac al sínode a Roma de 499, on es va disposar que cada pontífex podria elegir el seu successor i tota l'Església hauria de seguir la seva indicació; només si el Papa havia mort sense haver-ne indicat cap, l'Església podria procedir a la lliure elecció. La intenció de Símmac amb aquesta regla era evitar cismes i divisions com les que es van produir amb la seva elecció, i com va succeir, tot i la designació, després de la mort de Fèlix, quan la major part del clergat, no va aprovar l'elecció del Papa, elegint Dioscur. Igual que Símac, també Fèlix va referir-se a Sant Pere i els primers papes, que van nomenar ells mateixos qui els havia de succeir a ells com a Papa, però el cisma també hauria passat, per què el Senat i el poble no acceptarien la privació de la prerrogativa d'elegir el Papa.
Ja havia ocorregut en el passat que el Papa, en el seu llit de mort, havia aconsellat sobre qui havia de ser el seu successor, però Félix IV, donant a la designació caràcter de veritable i pròpia investidura, demostrà que tenia en molt poca consideració el principi d'elecció del Papa.
Félix IV va morir el 22 de setembre de 530, i en l'elecció papal que va seguir les seves instruccions es van amargament ignorades.

## Esdeveniments significatius durant el pontificat
El pontificat de Félix IV està marcar per tres esdeveniments importants:
- La primera és simbòlica: és el tancament de l'escola filosòfica d'Atenes, la prestigiosa Acadèmia fundada per Plató. Ara, la cultura grega ja no seria transmesa més que per part de monjos, fins al Renaixement.
- La segona obre perspectives considerables a la cristianització de l'Europa occidental profunda. Benet de Núrsia va fundar la l'abadia de Monte Cassino a Itàlia. La regla benedictina es basa en la pregària, la lectura d'obres religioses i el treball manual (Ora et labora). La comunitat dels laics que són monjos viu del seu treball. El monaquisme, va aparèixer a l'Est, s'expandeix a Occident. La fundació de l'Abadia de Lerins, l'any 410, va ser un presagi.
- La tercera es refereix al seu suport a Teodosi el Gran en la seva oposició al monofisisme, defensada per l'emperador Anastasi I a l'Església d'Orient

## Culte
La festa de Félix IV se celebra el 22 de setembre. Des del Martirologi Romà:

«22 de Setembre - A Roma, sant Fèlix IV, el Papa, que va transformar dos temples del fòrum romà en una església en honor dels Sants Cosme i Damià, i tant va fer per la veritable fe.»